# WOH G 64
WOH G 64, eller IRAS 04553-6825, är en röd superjätte i Svärdfiskens stjärnbild, belägen i Stora magellanska molnet.
Stjärnan har skenbar magnitud +12,744 och varierar med en amplitud av 0,959 magnituder utan påvisad periodicitet. Den antas vara en Miravariabel eller AGB-stjärna. Som AGB-stjärna betraktas den som den största av sitt slag i Stora magellanska molnet. Radien ligger mellan 1 540 och 2 575 solradier R☉ och luminositeten är mycket hög, särskilt i infraröda våglängder.

## Namngivning
WOH G 64 upptäcktes av de svenska astronomerna Bengt Westerlund, Oleander och Hedin (1970-talet) och ingår i den katalog som astronomerna upprättade, där ett flertal stjärnor fick namn efter första bokstaven i upptäckarnas efternamn, W-O-H.